# La Razón (España)
La Razón es un diario español de información general y de tirada nacional, fundado en 1998 por Luis María Anson y propiedad del Grupo Planeta. Presenta un formato de tipo tabloide y es de tendencia conservadora. Su director desde 2008 es Francisco Marhuenda. Su redacción central se encuentra en Madrid, aunque cuenta con delegaciones en Barcelona, Sevilla, Murcia, Valencia y Valladolid.
El diario tiene una tirada media de 90.000 ejemplares diarios. En la actualidad es el cuarto periódico generalista de tirada nacional de España, tanto en ventas (por detrás de El País, El Mundo y ABC) como en difusión (tras El País, La Vanguardia y El Mundo).

## Historia
El periódico nace en 1998 a instancias de Luis María Anson, quien tras no llegar a un acuerdo con la empresa editora de ABC (del que fue director) sobre el lanzamiento de un diario vespertino, decide desvincularse del grupo presidido por Guillermo Luca de Tena para lanzar un nuevo periódico. Nacía así La Razón, cuyo primer número salió a la calle el 5 de noviembre de ese mismo año.

## Organigrama
- Presidente: Mauricio Casals
- Director: Francisco Marhuenda
- Director Adjunto: Sergio Alonso
- Subdirectores: Alfredo Semprún, Pedro Narváez
- Adjuntos al director: Carmen Morodo

## Columnistas y colaboradores
| - Alfonso Ussía - José María Marco - Ágatha Ruiz de la Prada - Alfonso Merlos - Alfredo Menéndez (2009-2013) - Alfredo Semprún - Carlos Rodríguez Braun - Carmen Gurruchaga - Carmen Lomana - César Vidal - Cristina López Schlichting - Daniel Pipes - Eduardo Inda | - Ignacio González (2016-2017) - Irene Villa - Javier González Ferrari - Jesús María Zuloaga Subdirector, premio Dignidad y Justicia - Jesús María Amilibia - Jesús Mariñas - Josep Pedrerol - Marta Robles - Marina Castaño - Martín Prieto - Paloma Barrientos - Pipi Estrada - Sandra Golpe |

## Histórico de directores
1. Joaquín Vila: 5/11/1998 (fundación) - 28/07/2000
2. José Antonio Vera: 28/07/2000 - 20/01/2005
3. Alejandro Vara: 20/01/2005 - 11/02/2008
4. Francisco Marhuenda: 11/02/2008 - presente

Desde que Francisco Marhuenda es su director, el diario ha sido protagonista por la intencionalidad y diseño de sus portadas. Algunas de sus portadas llegaron incluso a saltar a otros medios de comunicación y propiciar un debate en la calle acerca de la conveniencia de utilizar este tipo de portadas. En internet se pueden encontrar concursos para votar y decidir cuál es la portada más polémica. Sus portadas más «célebres» retratan severas críticas a los gobiernos del PSOE y la izquierda en general, las protestas habidas en España durante la crisis económica —en una portada incluso salían manifestantes "incompletos" y se acusó al periódico de borrar manifestantes e incluir fotografías desde perspectivas donde no se apreciaban a la totalidad de manifestantes—, y su apoyo al Partido Popular.
La edición del 9 de mayo de 2012 causó un gran rechazo entre amplios sectores de la izquierda y fue criticada incluso por el diario francés Le Monde, donde aparecían las fotografías de cinco estudiantes con nombres y apellidos y debajo de las imágenes un texto los calificaba de agitadores por llamar a la participación en la manifestación contra los recortes educativos, por esta razón el Sindicato de Estudiantes de España decidió denunciar al periódico.
En la edición del 11 de febrero, la portada informaba de que Podemos había recibido transferencias del "banco de Monedero" como si los hubiera recibido de Monedero –apuntando una financiación ilegal– cuando el cuerpo de la noticia explicaba que, simplemente, Monedero y Podemos tenían cuentas en el mismo banco. Y que las transferencias de Podemos eran en realidad traspasos desde la cuenta general a la cuenta electoral del partido.
En 2015 el diario se vio implicado en un escándalo relacionado con una red de cuentas falsas de Twitter dedicadas a distribuir propaganda a favor de la Casa Real Española, el Partido Popular y el diario La Razón. Twitter dio de baja estas cuentas a lo largo del mes de agosto del mismo año.

A razón de los atentados de París de noviembre de 2015 publicaron una foto falsa de un supuesto terrorista, por lo que fueron duramente criticados por medios internacionales.
En junio de 2017 salió a la luz que La Razón acaparó el 60% del gasto realizado por la empresa pública Metro de Madrid en publicidad en prensa entre 2010 y 2015. En esos años, La Razón facturó más de un millón de euros a dicha empresa, veinte veces más que periódicos como El Mundo o El País, que tienen mucha más audiencia.
El 4 de julio de 2020, el diario La Razón informó que "China acusa a España de ser el origen del coronavirus y no Wuhan", haciéndose eco de las declaraciones de un supuesto asesor médico del gobierno chino. Esto es calificado como "información falsa" por la embajada china en España, en un comunicado, que también vincula a otros medios de comunicación españoles como ABC, y 20minutos. A pesar del desmentido oficial un día después, el medio no ha rectificado. Este bulo fue documentado como tal, por otros medios de comunicación.

## Presencia en quioscos digitales
Desde 2011, La Razón se incorporó a Orbyt, el quiosco digital de pago que lanzó Unidad Editorial. Posteriormente se incorporó a Kiosko y Más, una aplicación similar liderada por Vocento y Prisa.